# Frankie Thomas

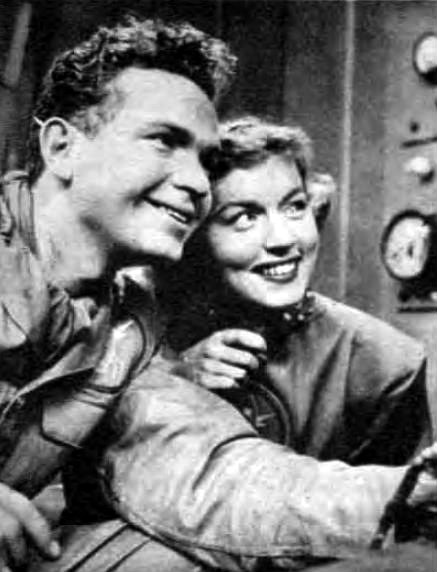
Frankie Thomas und Margaret Garland

Frank „Frankie“ Marion Thomas junior (* 9. April 1921 in New York City; † 11. Mai 2006 in Sherman Oaks, Kalifornien) war ein US-amerikanischer Schauspieler und Autor.

## Leben und Karriere
Frankie Thomas wurde als Sohn der Schauspieler Frank M. Thomas (1889–1989) und Mona Burns (1899–2000) in New York City geboren. Mit 11 Jahren wurde er zufällig für eine Rolle in einem Broadway-Stück ausgesucht, als er seine Mutter zu einem Casting begleitete. Am Broadway spielte er innerhalb von nur vier Jahren in ganzen neun Produktionen. 1934 feierte er in der Theaterverfilmung Wednesday’s Child sein Kinodebüt, hier spielte er in einer großen Rolle den Sohn von Karen Morley und Edward Arnold. Seine Rolle in Wednesday’s Child hatte er bereits zuvor am Broadway gespielt.
Anschließend wurde Thomas zu einem vielbeschäftigten Schauspieler in Hollywood, der unter anderem 1937 die Hauptrolle im Filmserial Tim Tyler’s Luck spielte. Im folgenden Jahr hatte er eine Nebenrolle in Norman Taurogs Erfolgsfilm Teufelskerle neben Mickey Rooney und Spencer Tracy. In der vierteiligen Nancy-Drew-Filmreihe war er Ende der 1930er-Jahre als Ted Nickerson, Freund der von Bonita Granville verkörperten Titelfigur einer jugendlichen Detektivin, zu sehen. Eine der letzten Rollen vor seinem Kriegsdienst hatte er 1942 in Billy Wilders Komödie Der Major und das Mädchen, wo er als jugendlicher Kadett Ginger Rogers verführen will. Er diente während des Zweiten Weltkrieges fünf Jahre in der United States Navy. Nach seiner Rückkehr arbeitete er als Schauspieler im Radio und Fernsehen. Den Höhepunkt seiner Karriere erlebte er ab 1950 als Hauptdarsteller der erfolgreichen Science-Fiction-Fernsehserie Tom Corbett, Space Cadet.
Bald nach der Einstellung von Tom Corbett, Space Cadet im Jahr 1955 zog sich Frankie Thomas von der Schauspielerei zurück. Er arbeitete später als Autor für Radio und Fernsehen und verfasste auch einige Kriminalromane. Mehrere seiner Pastiche-Romane mit Sherlock Holmes erschienen in deutscher Sprache bei Franckh-Kosmos. Zudem war Thomas ein weltweit renommierter Lehrer und Experte für das Bridgespiel, er fungierte auch als Präsident und Redakteur bei der Bridge-Fachzeitschrift American Bridge Teachers’ Association Quarterly Magazine. Frankie Thomas starb 2006 mit 85 Jahren an Ateminsuffizienz, seine langjährige Ehefrau Virginia war bereits 1997 verstorben.

## Filmografie (Auswahl)
- 1934: Wednesday’s Child
- 1937: Tim Tyler’s Luck (Filmserial)
- 1938: Teufelskerle (Boys Town)
- 1938: Nancy Drew: Detective
- 1939: Nancy Drew... Reporter
- 1939: Nancy Drew... Trouble Shooter
- 1939: Nancy Drew and the Hidden Staircase
- 1939: Angels Wash Their Faces
- 1939: Zwölf Monate Bewährungsfrist (Invisible Stripes)
- 1941: Mit einem Fuß im Himmel (One Foot in Heaven)
- 1942: Im Schatten des Herzens (Always in My Heart)
- 1942: Der Major und das Mädchen (The Major and the Minor)
- 1949: A Woman to Remember (Fernsehserie)
- 1950–1955: Tom Corbett, Space Cadet (Fernsehserie, 58 Folgen)
- 1958: The Phil Silvers Show (Fernsehserie, 1 Folge)

## Bibliografie (Auswahl)
- 1979: Sherlock Holmes and the Golden Bird (Der Goldene Vogel)
- 1980: Sherlock Holmes and the Sacred Sword (Das heilige Schwert)
- 1983: Sherlock Holmes and the Treasure Train (Der Goldraub)
- 1984: Sherlock Holmes and the Masquerade Murders (Der Maskenmörder) und
- 1984: The Secret Cases of Sherlock Holmes (Das indische Kleinod & Verwirrung in London)
- 1988: Sherlock Holmes and the Panamanian Girls (Die Mädchen aus Panama)
- 1989: Sherlock Holmes and the Bizarre Alibi (Der Enkel des Schatzkanzlers)
- 2000: Sherlock Holmes and the Panamanian Girls
- 2002: Sherlock Holmes Mystery Tales
- 2002: Secret Files of Sherlock Holmes